# Álvaro Ramos
Álvaro Ramos Trigo (Montevideo, 11 de marzo de 1950) es agrónomo y político uruguayo  perteneciente al Partido Independiente,  anteriormente al Partido Nacional.

## Biografía
Graduado como ingeniero agrónomo en la Universidad de la República, alcanzó un gran reconocimiento por su actividad profesional. 
Militante nacionalista desde muy joven, en 1989 adhiere al Movimiento Renovación y Victoria de Gonzalo Aguirre, postulándose al Senado. En 1990 el nuevo presidente Luis Alberto Lacalle lo designó como Ministro de Ganadería, Agricultura y Pesca, cartera que ocupó hasta 1993. Al año siguiente formó su propio sector político dentro del nacionalismo, llamado Propuesta Nacional, que se integró dentro de Manos a la Obra, liderado por Alberto Volonté, y en las elecciones de noviembre de 1994 fue candidato a Vicepresidente de la República, acompañando a Volonté. En dichos comicios fue elegido senador. 
En marzo de 1995, el presidente Julio María Sanguinetti lo nombró Ministro de Relaciones Exteriores, cargo en el que permaneció hasta 1998. En ese año rompió políticamente con Volonté, y  se presentó, apoyado por Propuesta Nacional, como precandidato presidencial de su partido a las elecciones internas de abril de 1999, obteniendo una votación muy reducida. Desde entonces su sector político se fue diluyendo y su figura política perdió cada vez más peso, hasta que terminó por abandonar el grupo que había creado y anunciar, en diciembre de 2003, su adhesión al Herrerismo liderado por el expresidente Lacalle.
En 2021 anuncia su incorporación al Partido Independiente. El ministro de Trabajo y Seguridad Social, Pablo Mieres, dirigente del PI, consideró en su cuenta de Twitter que es “un gran honor” para el partido “contar con el enorme aporte de Álvaro Ramos para construir propuestas de cara al futuro del desarrollo productivo del país”.